# Mitsubishi Motors
Mitsubishi Motors (三菱自動車工業株式会社, Mitsubishi Jidōsha Kōgyō Kabushiki Kaisha em japonês) é uma empresa japonesa que fabrica carros e caminhões com sede em Minato, Tóquio. Em 2011, a Mitsubishi se tornou a sexta maior montadora japonesa e a décima sexta maior responsável por produção de veículos do mundo. Ela surgiu da divisão da Mitsubishi Heavy Industries, em 1917 e é controlada pelo grupo principal Mitsubishi. Foi a primeira marca a produzir um veículo em série no Japão, o Mitsubishi Model A. Desde 2016, faz parte do grupo Aliança, juntamente com as marcas Renault e Nissan.

## Produtos

### Modelos SUV's
- Mitsubishi FTO
- Mitsubishi GTO
- Mitsubishi Galant
- Mitsubishi Colt
- Mitsubishi Grandis
- Mitsubishi Eclipse
- Mitsubishi Lancer
- Mitsubishi Space Runner
- Mitsubishi Space Star
- Mitsubishi Space Wagon
- Mitsubishi Outlander
- Mitsubishi Pajero
- Mitsubishi Pajero Sport
- Mitsubishi Pajero Pinin
- Mitsubishi L200
- Mitsubishi ASX

## CEO
- Yuji Sato (1970–73)
- Tomio Kubo (1973–79)
- Yoshitoshi Sone (1979–81)
- Masao Suzuki (1981–83)
- Toyoo Tate (1983–89)
- Hirokazu Nakamura (1989–95)
- Nobuhisa Tsukamura (1995–96)
- Takemune Kimura (1996–97)
- Katsuhiko Kawasoe (1997–2000)
- Takashi Sonobe (2000–02)
- Rolf Eckrodt (2002–04)
- Yoichiro Okazaki (2004)
- Hideyasu Tagaya (2004–05)
- Osamu Masuko (2005–presente)